# Misskey
Misskey (ミスキー?) es un servicio de red social gratuito y de código abierto. Creado en 2014 por el ingeniero de software japonés Eiji «syuilo» Shinoda, Misskey fue desarrollado originalmente como un sistema de tablón de anuncios. 
Se añadió a la plataforma una función de microblogging similar a Twitter, que eventualmente se convirtió en el formato principal del servicio. El nombre Misskey proviene de la letra de «Brain Diver», una canción de la cantante japonesa May'n.
Si bien muchos usuarios de Misskey residen en la instancia más famosa misskey.io, la naturaleza abierta del software permite a cualquiera alojar su propio servidor (o «instancia») de Misskey.
Misskey utiliza el protocolo ActivityPub para la federación, permitiendo a los usuarios interactuar entre sí. Esto también incluye servidores que ejecuten otro software, como por ejemplo mastodon. Esto convierte a Misskey en un miembro del Fediverso. 

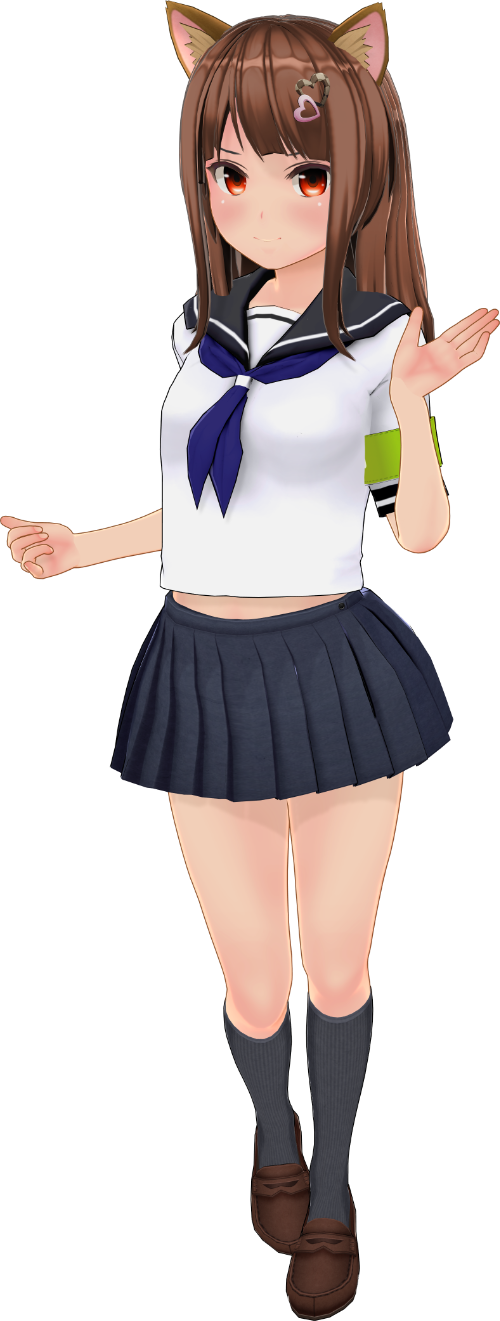
Ai-chan. La mascota oficial de Misskey

La mascota oficial de Misskey se llama Ai-chan.

## Historia
Misskey fue desarrollado inicialmente como un foro de Internet estilo BBS por el estudiante de secundaria Eiji Shinoda en 2014. Después de introducir una función de línea de tiempo, Misskey ganó popularidad como la plataforma de microblogging que es hoy.
En 2018, Misskey agregó soporte para ActivityPub, convirtiéndose en una plataforma de redes sociales federada.
El servidor insignia de Misskey, Misskey.io, se inició el 15 de abril de 2019. El 8 de abril de 2023, Misskey.io se constituyó como MisskeyHQ. En febrero de 2024, se habían registrado más de 450 000 usuarios, lo que la convierte en la instancia más grande de Misskey.

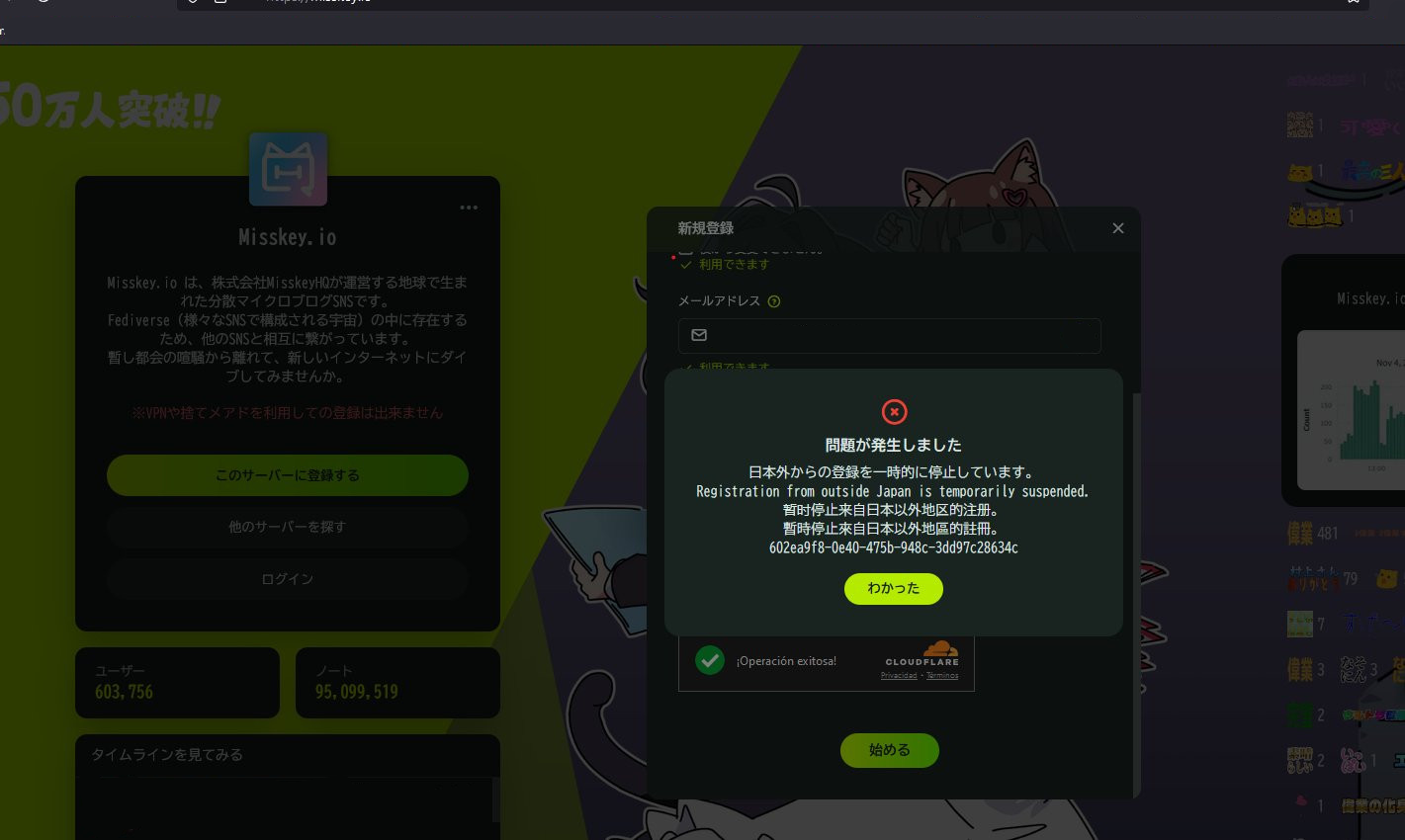
Error que ocurre tras finalizar el registro en Misskey.io si se intenta fuera de Japón

Los registros en Misskey.io están deshabilitados temporalmente para gente fuera de Japón, debido a problemas del Reglamento General de Protección de Datos. Si se intenta registrarse desde la UE obtendrá un error, y el registro no se completará. Deberá usar otra instancia, si quiere seguir a personas que se encuentran en Misskey.io.

## Desarrollo
Misskey es un software de código abierto y tiene licencia AGPLv3. La API de Misskey está disponible públicamente y está documentada utilizando la Especificación OpenAPI, que permite a los usuarios crear cuentas automatizadas y usarlas en cualquier instancia de Misskey. El servicio se traduce mediante Crowdin.

## Funcionalidad
Las publicaciones en Misskey se denominan «notas». Las notas están limitadas a un máximo de 3000 caracteres (un límite que se puede personalizar según las instancias) y pueden ir acompañadas de cualquier archivo, incluidas encuestas, imágenes, vídeos y audio. Las notas pueden volver a publicarse, ya sea por sí mismas o con otra nota de «cita».
Misskey viene con múltiples líneas de tiempo para ordenar las notas que una instancia tiene disponibles y se muestran en orden cronológico inverso. La línea de tiempo de inicio muestra notas de los usuarios que sigues, la línea de tiempo local muestra todas las notas de la instancia en uso, tanto usuarios que sigas como si no los sigues.
La línea de tiempo social muestra las líneas de tiempo de inicio y local a la vez, y la línea de tiempo global muestra todas las notas públicas que la instancia conoce.
Las notas tienen configuraciones de privacidad personalizables para controlar lo que los usuarios pueden ver en una nota, similar a los rangos de visibilidad de publicaciones de Mastodon. Las notas públicas aparecen en todas las líneas de tiempo, mientras que las notas de inicio solo se muestran en la línea de tiempo de inicio de un usuario. Las notas también se pueden configurar para que estén disponibles sólo para los seguidores. Se pueden enviar mensajes directos mediante notas a los usuarios.

#### Reacciones

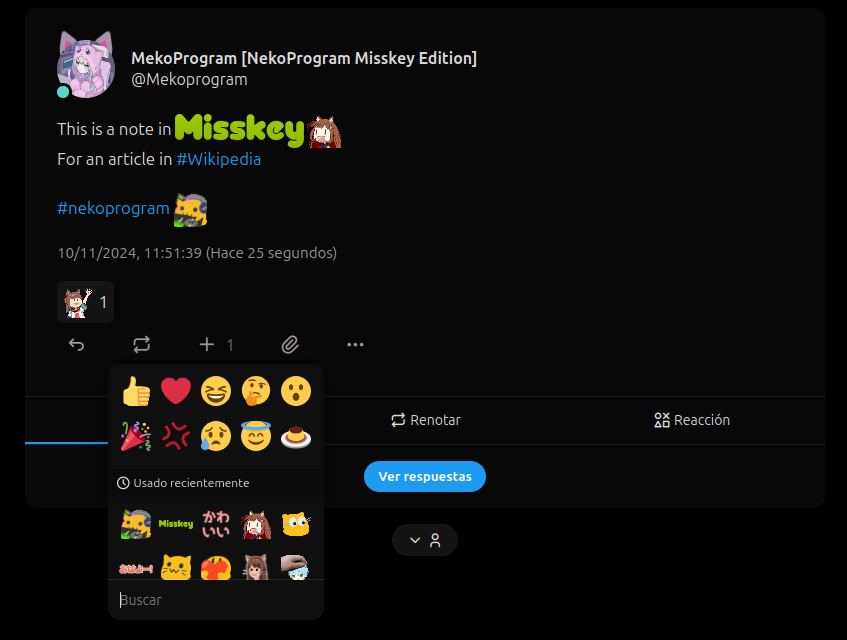
Una nota de Misskey, con reacciones en ella.

Una diferencia a destacar de Misskey sobre otro software como Mastodon, son las «reacciones».
Las reacciones son iconos debajo de las notas, los iconos varían en disponibilidad de una instancia a otras. 
Los únicos que pueden añadir nuevos iconos para las reacciones son los administradores de la instancia. 
Si un usuario quiere añadir un icono deberá ponerse en contacto con su administrador/a de instancia. 
Si un usuario de Mastodon hace clic en la estrella para marcarlo como favorito, y es un usuario remoto que usa Misskey, verá un icono de un corazón. Lo mismo pasa al revés, si se está en Misskey y se pone una reacción con un emoticono cualquiera, Mastodon lo transformará a un favorito y el emoticono no se mostrará en Mastodon.

#### Antenas
Las antenas son una función de Misskey que recolecta notas que coinciden con ciertos criterios que el usuario especifique. Cuando una nota coincide con las condiciones de la antena,esta se mostrará en la linea de tiempo de la antena.

## Relación con otros servicios
Misskey, junto con Mastodon y Bluesky, ha recibido atención como un posible reemplazo de Twitter luego de la adquisición de Twitter por Elon Musk en 2022.
En julio de 2023, Twitter introdujo restricciones extremas en su API para combatir el scraping por parte de bots. Muchos usuarios criticaron los cambios y, como resultado, migraron a otras redes sociales. La cantidad de usuarios registrados en Misskey.io, la instancia oficial de Misskey y la más grande, aumentó rápidamente, y otras instancias de Misskey también recibieron un aumento en las inscripciones. En respuesta a esta tendencia, Skeb, una plataforma para compartir arte, anunció el 14 de julio de 2023 que patrocinaría al equipo de desarrollo de Misskey.
Si bien Misskey utiliza el protocolo ActivityPub, que permite a los usuarios interactuar con usuarios de otras plataformas de fediverse, Misskey mantiene una API distinta de servicios similares como Mastodon. Misskey se desarrolló independientemente de otras plataformas fediverse. A pesar de ser un servicio descentralizado, Misskey no se opone filosóficamente a la centralización.
A principios de 2024, Misskey fue blanco de un ataque de spam desde Japón. Se cree que la causa del ataque es una disputa entre grupos rivales en un foro de hackers japonés y un ataque DDoS a un bot de Discord. En el ataque se utilizaron instancias de Mastodon con registro abierto.

## Clientes de terceros
Tenga en cuenta que Misskey no proporciona oficialmente una aplicación para iOS o Android, y recomienda a los usuarios que agreguen la aplicación web progresiva incluida en su instancia a sus dispositivos móviles.

## Bifurcaciones
La naturaleza de código abierto de Misskey ha llevado al desarrollo de una serie de bifurcaciones :
- Firefish (anteriormente Calckey) ha sido desarrollado por ThatOneCalculator desde 2022. Firefish incluye compatibilidad mejorada con la API de Mastodon.[23] El desarrollo posterior del proyecto se interrumpió debido a la falta de mantenedores y problemas de calidad del código, así como a la repentina desaparición de ThatOneCalculator.[24]
- Foundkey fue desarrollado principalmente por Johann155, un colaborador de Misskey. La bifurcación se inició como resultado de varias barreras lingüísticas con respecto al desarrollo de Misskey, debido a que una gran parte del mismo se llevó a cabo exclusivamente en japonés. El desarrollo está actualmente en pausa y se ha recomendado no utilizar Foundkey con más de 20 usuarios.[25]
- IceShirmp, derivado de Firefish en 2023. El proyecto está actualmente en proceso de ser reescrito en C# y .NET.[26]
- Sharkey, desarrollado por Transfem.org. Las características principales incluyen edición de notas, notas solo locales y compatibilidad con la API de Mastodon.[27]